# Žlté pleso
Žlté pleso je mělké jezero v Žlté kotlince v horní části Doliny Bielych plies ve Vysokých Tatrách na Slovensku. Má rozlohu 0,1320 ha a je 60 m dlouhé a 33 m široké. Dosahuje hloubky maximálně 2,5 m a objemu 1056 m³. Leží v nadmořské výšce 1945 m.

## Okolí
Jihozápadně se zvedá hřeben spojující Kozí a Jahňací štít, jehož jedno rameno se táhne i severně od plesa. Na severovýchod je krajina otevřená do Vyšné Žeruchové kotlinky a dále do Dioliny Bielych plies.

## Vodní režim
Pleso nemá povrchový přítok ani odtok. Rozměry jezera v průběhu času zachycuje tabulka:
| Rok     | Měření prováděl   | Rozloha ha | Délka m | Šířka m | Hloubka max.m | Objem m³ |
| ------- | ----------------- | ---------- | ------- | ------- | ------------- | -------- |
| 1956    | W.H. Paryski      | —          | 50      | 30      | —             | —        |
| 1961–67 | pracovníci TANAPu | 0,130      | 60      | 33      | 1,0           | —        |
| 2005    | Gregor, Pacl      | 0,1320     | —       | —       | 2,5           | 1 056    |

## Přístup
Přístup pěšky není možný.